# Lamprocryptidea ruficoxis
Lamprocryptidea ruficoxis là một loài tò vò trong họ Ichneumonidae.